# Colletes babai
Colletes babai is een vliesvleugelig insect uit de familie Colletidae. De wetenschappelijke naam van de soort is voor het eerst geldig gepubliceerd in 1979 door Hirashima & Tadauchi.